# Hélder Reis
Hélder Reis (19 de maio de 1975) é um apresentador de televisão português.

## Carreira
De 2002 a 2020 foi repórter no mesmo programa. É apresentador substituto. Contudo já apresentou e co-apresentou diversos programas de televisão, e projectos paralelos. Desde 2013, apresenta o programa semanal Aqui Portugal e é repórter do programa Praça da Alegria.
É vocalista da banda Pólen, uma banda que tenta aliar as sonoridades tradicionais ao pop e ao jazz.

## Televisão
| Ano                           | Programa                         | Notas                                                   | Canal |
| 2002 - 2014                   | Praça da Alegria                 | Repórter                                                | RTP1  |
| 2003 / 2020 / 2022 - presente | Praça da Alegria                 | Co-apresentador, nas ausências de Jorge Gabriel         | RTP1  |
| 2009 - 2015                   | Verão Total                      | Apresentador                                            | RTP1  |
| 2013 - 2024                   | Aqui Portugal                    | Apresentador                                            | RTP1  |
| 2015                          | Sociedade Civil                  | Apresentador                                            | RTP2  |
| 2015 - 2018                   | A Praça                          | Repórter                                                | RTP1  |
| 2017                          | Notícias do Meu País             | Apresentador                                            | RTP1  |
| 2017 / 2018                   | Há Volta                         | Apresentador, ao lado de Catarina Camacho e Joana Teles | RTP1  |
| 2018 - 2020                   | Praça da Alegria                 | Repórter                                                | RTP1  |
| 2018 - 2022                   | Natal dos Hospitais              | Repórter                                                | RTP1  |
| 2019                          | 7 Maravilhas Doces de Portugal   | Repórter de exteriores                                  | RTP1  |
| 2019 - 2021                   | Férias Cá Dentro                 | Apresentador                                            | RTP1  |
| 2019                          | Turismo em Rede                  | Apresentador                                            | RTP1  |
| 2019                          | Turismo Militar                  | Apresentador                                            | RTP1  |
| 2019 - 2021                   | Festa das Vindimas               | Apresentador                                            | RTP1  |
| 2020                          | 7 Maravilhas da Cultura Popular  | Apresentador/ Repórter de Exteriores                    | RTP1  |
| 2020                          | Jardins Históricos               | Apresentador                                            | RTP1  |
| 2020 - presente               | A Nossa Tarde                    | Apresentador da rubrica Histórias com Tempo             | RTP1  |
| 2021                          | 7 Maravilhas da Nova Gastronomia | Repórter de Exteriores/ Apresentador                    | RTP1  |